# Iglesia de Sveta Petka Samardzhiiska

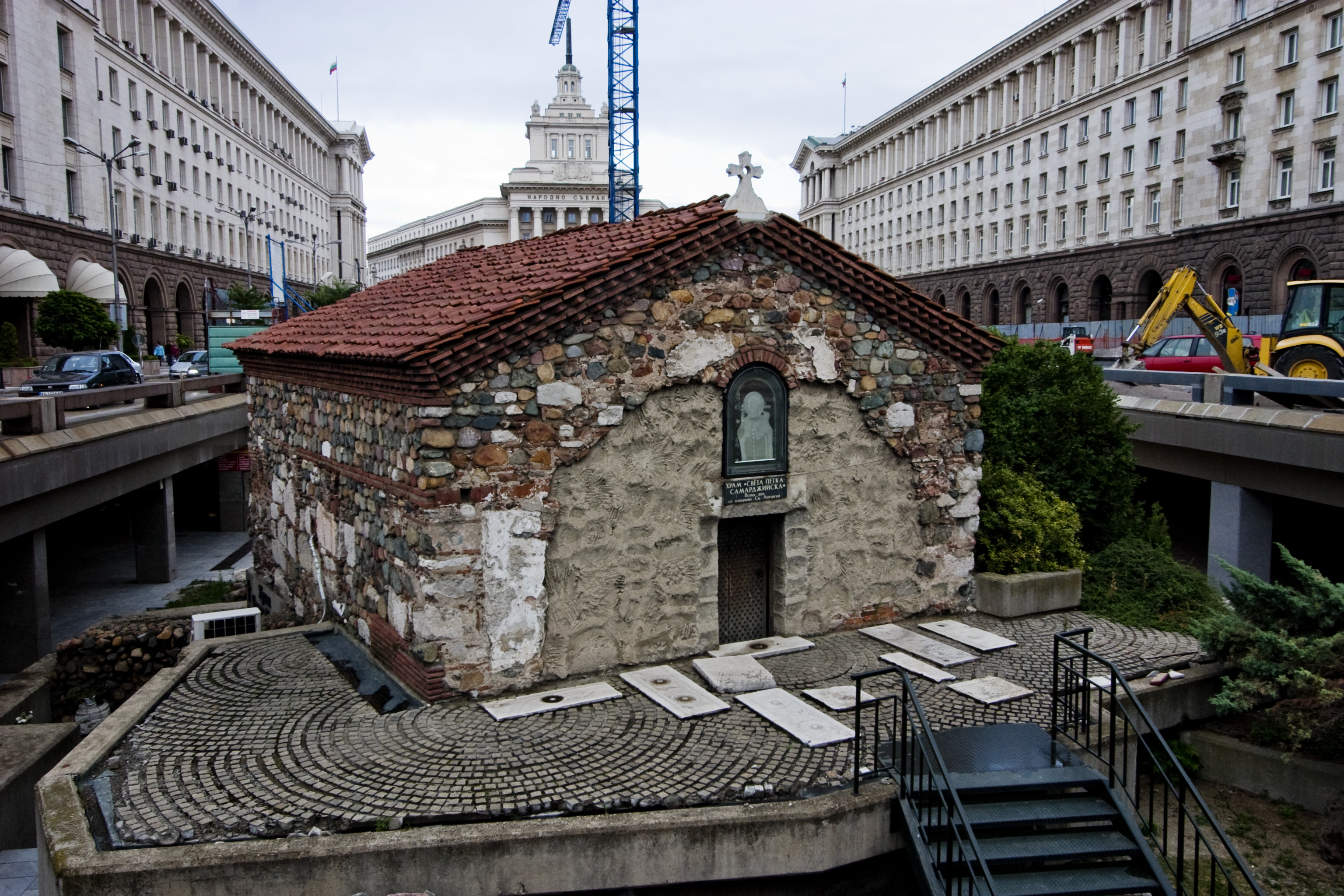
Iglesia de Sveta Petka Samardzhiiska

La iglesia de Sveta Petka Samardzhiiska (en búlgaro: Света Петка Самарджийска, iglesia de Santa Petka de los Talabarteros) es una pequeña iglesia situada en Sofía, Bulgaria.

## Historia
La iglesia fue fundada en honor de Santa Petka Paraskeva, mártir cristiana del siglo III, en el siglo XI. Su construcción se realiza probablemente sobre una cripta de época romana.
Bajo la ocupación otomana la iglesia fue mantenida por el gremio de los guarnicioneros lo que hizo que le diera el nombre de talabarteros.
Son destacables los frescos de la nave principal del siglo XVI que reflejan escenas del Nuevo Testamento.
- Datos: Q1766560
- Multimedia: Saint Petka of the Saddlemakers Church, Sofia / Q1766560